# NGC 856
NGC 856 is een spiraalvormig sterrenstelsel in het sterrenbeeld Walvis. Het hemelobject werd op 3 oktober 1886 ontdekt door de Amerikaanse astronoom Lewis A. Swift.

## Synoniemen
- NGC 859
- PGC 8526
- UGC 1713
- MCG 0-6-54
- ZWG 387.58